# 航空機内で行なわれた犯罪その他ある種の行為に関する条約
航空機内で行なわれた犯罪その他ある種の行為に関する条約（こうくうきないでおこなわれたはんざいそのたあるしゅのこういにかんするじょうやく、英語: Convention on Offences and Certain Other Acts Committed on Board Aircraft）は、飛行中の民間航空機内で行われた刑法犯罪等に関する多国間条約である。
略称は航空機内の犯罪防止条約、通称は東京条約（英語: Tokyo Convention）。

## 東京条約 (1963)

### 締結
東京条約は、東京で開催された「航空法に関する国際会議」において1963年9月14日に作成され、1969年12月4日から効力が生じた。
日本は1970年5月26日に批准書を寄託し、同年6月1日公布及び告示、同年8月24日から効力が発生した。

### 内容
東京条約は、航空機犯罪に対する裁判管轄権と機長の権限の2つの部分から成っている。
すなわち、飛行中の航空機内で行われた
- (a)刑法上の犯罪
- (b)航空機や機内の人員や財産を害する（犯罪であるかどうかを問わない）行為または航空機内の秩序及び規律を乱す行為

を適用対象とする。
ただし、民間航空機以外の軍隊、税関又は警察の役務に使用される航空機は対象外である。